# Rinyaújnép, Somogy
Rinyaújnép  este un sat în districtul Barcs, județul Somogy, Ungaria, având o populație de 51 de locuitori (2011). 

## Demografie
Componența etnică a satului Rinyaújnép
     Maghiari (92,68%)
     Germani (7,32%)
Componența confesională a satului Rinyaújnép
     Romano-catolici (47,06%)
     Reformați (23,53%)
     Fără religie (5,88%)
     Necunoscută (23,53%)
Conform recensământului din 2011, satul Rinyaújnép avea 51 de locuitori. Din punct de vedere etnic, majoritatea locuitorilor (92,68%) erau maghiari, cu o minoritate de germani (7,32%). Nu există o religie majoritară, locuitorii fiind romano-catolici (47,06%), reformați (23,53%) și persoane fără religie (5,88%). Pentru 23,53% din locuitori nu este cunoscută apartenența confesională.